# 1060 Магнолија
1060 Магнолија (енгл. 1060 Magnolia) је астероид главног астероидног појаса са средњом удаљеношћу од Сунца која износи 2,237 астрономских јединица (АЈ).
Апсолутна магнитуда астероида је 12,7 а геометријски албедо 0,044.